# جیم سیلارس
جیم سیلارس (Jim Sillars) (زادهٔ ۴ اکتبر ۱۹۳۷)، یک سیاست‌مدار اهل اسکاتلند و یکی از شخصیت‌های پیشگام در استقلال اسکاتلند است. وی از ۱۹۷۰ تا ۱۹۷۶ میلادی از طرف حزب کارگر به عنوان نمایندهٔ حوزه انتخابیه ایرشایر جنوبی در پارلمان بریتانیا خدمت نمود. او حزب کارگر اسکاتلندی که طرف‌دار حاکمیت داخلی است را در ۱۹۷۶ میلادی بنیان‌گذاری و رهبری نموده و کار خود را به عنوان نماینده مجلس پارلمان بریتانیا تا زمان از دست دادن کرسی خود در ۱۹۷۹ میلادی ادامه داد. سیلارس در ۱۹۸۰ میلادی به حزب ملی اسکاتلند پیوسته و چندی بعد پس از برنده شدن در انتخابات میان دوره‌ای در ۱۹۸۸ میلادی به عنوان نمایندهٔ گلاسگو گوان در پارلمان بریتانیا خدمت کرد، او نائب‌رئیس حزب ملی اسکاتلند بود. او با مارگو مک‌دونالد ازدواج کرده بود و تا زمان مرگ خود در ۲۰۱۴ میلادی باهم بودند.

## اوایل زندگی
سیلارس در شهر ایر متولد شده و فرزند متیو، کارکن خط آهن و اگنیس سیلارس (نام خانوادگی هنگام تولد، اسپروات)، قالین باف، بود. او در مدرسه نیوتون پارک و آکادمی ایر تعلیم یافت. پس از ترک مدرسه او به عنوان کارآموز پلاسترکار کار کرده و بعداً شغل پدر خود در راه‌آهن راه ادامه داد. سیلارس قبل از این‌که مأمور آتش‌نشانی شود، از ۱۹۵۶ تا ۱۹۶۰ میلادی به عنوان رادیو اپراتور در نیروی دریایی پادشاهی بریتانیا کار کرد. در همین زمانی مأمور بودن در آتش‌نشانی بود که او از طریق اتحادیه تیپ‌های آتش‌نشانی بیشتر در حوزه سیاست فعال شده و در ۱۹۶۰ میلادی به حزب کارگر پیوست. او از ۱۹۶۲ تا ۱۹۷۰ میلادی به عنوان عضو شورای شهری ایر خدمت نموده و از ۱۹۶۸ تا ۱۹۷۰ میلادی رئیس سازمان‌دهی و خدمات رفاهی در کنگره اتحادیه‌های صنفی اسکاتلند (STUC) بود.

## عضو پارلمان از حزب کارگر
سیلارس در انتخابات میان دوره‌ای ۱۹۷۰ از حوزه انتخابیه ایرشایر جنوبی به عنوان عضو پارلمان بریتانیا انتخاب گردیده و از حزب کارگر نمایندگی می‌کرد. او به عنوان یک چپ‌گرای فصیح و اندیش‌مند که قویاً طرف‌دار ایجاد یک مجلس قانون‌گذاری تفویضی اسکاتلند است، به شهرت رسید.

## انشعاب حزب کارگر اسکاتلند
او در ۱۹۷۶ میلادی انشعابی را رهبری نموده و حزب کارگر اسکاتلند را بنیان گذاشت. شکل‌گیری حزب کارگر اسکاتلند اساساً ناشی از ناتوانی دولت وقت کارگر در ایجاد یک مجلس قانون‌گذاری اسکاتلند بود. سیلارس خود را وقف کرد تا حزب کارگر اسکاتلند را به عنوان یک نیروی سیاسی سازمان دهد. اما در نهایت پس از انتخابات سراسری ۱۹۷۹ میلادی از هم‌پاشید. حزب کارگر اسکاتلند در آن انتخابات صرفاً سه نام‌زد معرفی کرده بود (از جمله سیلارس که برای حفظ کرسی ایرشایر جنوبی خود تلاش می‌کرد). تنها سیلارس توانست تا اندازه‌ای رأی نزدیک به برنده را به‌دست بی‌آورد و همین ناکامی در به‌دست آوردن یک سهم معنی‌دار آرا بود که مبانی تصمیم برای انحلال را شکل داد.

## حزب ملی اسکاتلند
در اوایل دهه ۱۹۸۰ میلادی، سیلارس (همراه با برخی اعضای پیشین حزب کارگر اسکاتلند) به حزب ملی اسکاتلند (SNP) ملحق شدند. او به عنوان یک چپ‌گرا با گروه ۷۹ درونی حزب ملی اسکاتلند رابطه بسیار نزدیک داشت و همین گروه بود که او را تشویق به پیوستن به این حزب کرد.
سیلارس همراه با گروه ۷۹ و اعضای پیشین حزب کارگر اسکاتلند که حالا عضو حزب ملی اسکاتلند بودند، به شکل‌دهی حزب ملی اسکاتلند و ارایه یک تعریف واضح از آن به عنوان یک حزب چپِ‌میانه، شروع کردند. سیاست‌های اتخاذ شده شامل حمایت از یک طرح عدم-پرداختی در ارتباط به درآمد سرانه که توسط دولت محافظه‌کار مارگارت تاچر معرفی شده بود و همچنین سیاست استقلال در درون اتحادیه اروپا بود که سیلارس یکی از حامیان پیشتاز آن بود. سیلارس همچنین شروع به حرف زدن در مورد اقدامات مستقیم برای برجسته سازی آرمان استقلال اسکاتلند کرده و بیان داشت که: «اگر ما آماده برنده شدن استقلال هستیم، پس باید آماده شنیدن صدای دروازه زندان که محکم بسته می‌شود نیز باشیم».
او که در انتخابات سراسری ۱۹۸۷ میلادی خود را برای برنده شدن کرسی لینلیتگو نام‌زد نموده اما مغلوب تام دالیل از حزب کارگر شده بود، تصمیم گرفته شد تا سیلارس به عنوان نام‌زد حزب ملی اسکاتلند در انتخابات میان دوره‌ای گلاسگو-گوان معرفی گردید. کرسی گوان یک کرسی حزب کارگر بود (هرچند همسر سایلارس، مارگو مک‌دونالد پانزده سال قبل در ۱۹۷۳ میلادی توانسته بود در یک انتخابات میان دوره‌ای برنده این کرسی از جانب حزب ملی اسکاتلند شود)، اما سیلارس به‌طور شگرفی برنده این کرسی شد.
سیلارس نائب‌رئیس حزب ملی اسکاتلند شد، اما او با متعجب کردن بیشتر افراد، در انتخابات رهبری حزب هنگامی‌که در ۱۹۹۰ میلادی فرصت آن مهیا شد، شرکت نکرد. انتخابات سراسری ۱۹۹۲ میلادی شخصاً برای سیلارس مایه ناامیدی بود؛ چون وی کرسی گلاسگو-گوان خود را از دست داد. در همین زمان بود که سیلارس نظر معروف خود در مورد مردم اسکاتلند را که آن‌ها «وطن پرستان ۹۰ دقیقه» هستند بیان کرد (۹۰ دقیقه، اشاره به مدت زمان یک مسابقه فوتبال دارد).
این نظر سیلارس سرآغاز جدایی از رهبری حزب ملی اسکاتلند را شکل داد. رهبر حزب ملی اسکاتلند در آن زمان، الکس سموند یکی از متحدان سیلارس بود، اما نظریات وی بلافاصله پس از نتیجه انتخابات سراسری ۱۹۹۲ میلادی (و همچنین گمان می‌رود که حمایت سیلارس از رقیب سموند در مبارزات رهبری حزب، مارگارت ایوینگ) باعث آغاز این جدایی شد.
کتاب وی تحت عنوان به‌جای ترس ۲: یک برنامه سوسیالیستی برای اسکاتلند مستقل در ۲۰۱۴ میلادی به چاپ رسید و او طی این کتاب رؤیای خود برای یک اسکاتلند سوسیالیست و مستقل را به‌طور کلی ارایه کرد. این کتاب به افتخار کار ۱۹۵۲ انیورین بیوان، به‌جای ترس، نام‌گذاری شده بود.
در ۲۰۱۶ میلادی، برخلاف موضع حزب ملی اسکاتلند، او در جریان همه‌پرسی عضویت بریتانیا در اتحادیه اروپا در ۲۰۱۶ میلادی اعلام نمود که به نفع خروج بریتانیا از اتحادیه اروپا مبارزه خواهد کرد. او گفته‌است: «من فکر می‌کنم که (اتحادیه اروپا) به‌طور بنیادین یک سازمان غیر دموکراتیک است که مثلاً نسبت به مردم پرتغال، اسپانیا و یونان یک بی‌توجهی سنگدلانه از خود نشان داده‌است. آن‌ها با دنبال کردن تنها سیاستی که همانا ساختن یک ایالات متحده از اروپا است، آماده هستند تا از مردم را فقیر – ملت‌های گدا – بسازند، صرف نظر از این‌که آیا مردم آن را می‌خواهند یا نه».

## همه‌پرسی استقلال اسکاتلند
سیلارس در جریان همه‌پرسی ۲۰۱۴ استقلال اسکاتلند گفت: «در یک اسکاتلند مستقل، بی‌پی(BP) مفهوم ملی‌سازی را به‌طور کلی یا قسمی خواهد آموخت، همان‌گونه که در سایر کشورها آموخته‌است، چون آن‌ها به اندازه ما مجبور نبودند نرم رفتار کنند. ما صاحبان میدان‌های نفتی خواهیم بود، نه بی‌پی و نه هیچ شرکت بزرگ دیگر».

## حزب آلبا
در ۲۶ مارس ۲۰۲۱، سیلارس از حزب جدید الکس سموند، حزب آلبا، پشتیبانی نموده و بیان داشت: «این یک پیشرفت بسیار مطلوب است چون به رأی دهندگانِ استقلال، حزبی فراهم می‌کند که حزب ملی اسکاتلند نیست – چون بسیاری‌ها، از جمله من با توجیهی که دارم، باور دارند که این حزب آغشته به فساد سیاسی است، این حزب در تمامی فعالیت خود از ساختن کشتی فری گرفته تا بیمارستان‌ها به‌طور کامل بی‌عرضه است و این‌که لاف از بادِ عربستان سعودی می‌زند، بدون این‌که شغلی ایجاد کند». او هنوز هم عضو حزب ملی اسکاتلند است.